# William Dove
William Bathurst Dove (Pinner, 17 aprile 1872 – Worthing, 14 agosto 1944) è stato un golfista britannico.
Partecipò alle Olimpiadi di Parigi del 1900, ottenendo il settimo posto nel torneo maschile di golf con il punteggio di 186.